# 东兴街道 (牡丹江市)
东兴街道是中华人民共和国黑龙江省牡丹江市东安区下辖的一个街道办事处。

## 行政区划
东兴街道下辖以下村级行政区划单位：
兴隆社区、三利社区、绿地社区、学府社区、东居华庭社区、丽江社区、恒大社区、下乜河村、江南村、中乜河村、乜河村、兴隆村、胜利村。